# Tomás Osborne Guezala
Tomás Osborne y Guezala (El Puerto de Santa María; 2 de marzo de 1861 - 9 de enero de 1935), II conde de Osborne, fue un empresario y bodeguero gaditano, creador de la sociedad Osborne y Cía, continuadora los negocios vinateros de su abuelo, Thomas Osborne Mann, al frente de la bodega Duff Gordon. 

## Biografía
Tomás fue el primogénito de Tomás Osborne Böhl de Faber y Enriqueta Guezala Power. Estaba destinado a continuar el negocio de vinos de jerez de su padre y su abuelo, Thomas Osborne Mann, que se habían hecho cargo de la bodega Duff Gordon de El Puerto de Santa María, fundada en 1772 por James Duff y William Gordon.
En 1890, Tomás Osborne liquidó Duff Gordon y constituyó la sociedad Osborne y Cía., que incluía las participaciones de su madre la viuda de Osborne y su tío Juan Nicolás, hermano de su padre. Éste, diplomático de carrera, había recibido del papa Pío X el título pontificio de conde de Osborne en 1868. A su muerte sin hijos en 1897, León XIII confirmó como sucesor a Tomás, que en 1900 obtuvo además la autorización del gobierno español para intitularse conde de Osborne.
En un contexto de crisis en la exportación de los vinos de Jerez, cuyo destino tradicional era Gran Bretaña, el conde de Osborne intentó abrir nuevos mercados en Alemania y Estados Unidos, pero comprendió que el futuro del negocio dependía de expandirse en el mercado nacional. Junto a su hermano Roberto viajó por Alemania para investigar la preparación de la cerveza lager, con idea de diversificar introduciendo este producto en el consumo habitual de los españoles. Así, nació la cervecera sevillana La Cruz del Campo, cuya dirección ocupó Roberto.
El conde fue distinguido en 1912 con la gran cruz de la orden del Mérito Agrícola. Falleció en 1935, y su hijo Ignacio quedó a la cabeza de la empresa.

## Familia
En 1889, Tomás se casó en Sevilla con Elisa Vázquez y García de la Serna (1862-1950), hija del acaudalado terrateniente Ignacio Vázquez y Rodríguez, diputado a Cortes por Sevilla, y de Elisa García de la Serna y Moreno, sobrina del I marqués de Irún. El abuelo paterno, Ignacio Vázquez Gutiérrez -alcalde de Sevilla en 1840-, había  sabido aprovechar las desamortizaciones para hacerse con un imperio de fincas en torno al Guadalquivir que lo convirtió en el principal contribuyente de la provincia, sólo superado por el duque de Osuna. Así, la dote de la novia ascendió a 680.000 reales.
Los condes de Osborne tuvieron ocho hijos:
- Elisa (1890-), casada con Antonio Cólogan y Zulueta, IV marqués de la Candia.
- Tomás (1892-1909).
- Enriqueta (1894-1966).
- María Lourdes (1895-1984), casada con José Gamero-Cívico y Torres.
- Ignacio (1897-1972), II conde de Osborne. Casado con su prima Ana María Vázquez Torres.
- Juan (1900-1931), casado con María Teresa Marenco y Figueroa.
- José Luis (1900-1977), casado con María de los Ángeles Domecq Rivero, hija del I marqués de Casa Domecq.
- Antonio (1903-1994).